# Franz-Joseph Huainigg
Franz-Joseph Huainigg (* 16. Juni 1966 in Paternion, Kärnten) ist ein österreichischer Autor und ÖVP-Politiker. Von 2002 bis 2017 war er mit Unterbrechungen Abgeordneter zum Nationalrat.

## Leben
Franz-Joseph Huainigg erlitt im ersten Lebensjahr mutmaßlich durch eine Impfung schwere Behinderungen und ist seitdem auf den Rollstuhl angewiesen. Er wurde in Germanistik promoviert. In den 1990er Jahren gründete Huainigg das Wiener KrüppelKabarett.
Er war vom 20. Dezember 2002 bis zum 27. Oktober 2008 für die ÖVP Abgeordneter zum Nationalrat und schied nach der Nationalratswahl 2008 aus dem Parlament zunächst aus. Nach dem Wechsel von Beatrix Karl in die Bundesregierung rückte Huainigg am 27. Jänner 2010 wieder in den Nationalrat nach. Für die Nationalratswahl am 29. September 2013 kandidierte er auf der ÖVP-Bundesliste auf Platz 12. Nach dem Ausscheiden von Michael Spindelegger, der in der Regierung erneut Vizekanzler und Finanzminister wurde, rückte Huainigg für diesen in den Nationalrat nach. Für die Nationalratswahl 2017 wurde er von der inzwischen unter neue Führung geratenen ÖVP nicht mehr aufgestellt.
Huainigg war Behindertensprecher der ÖVP.
2007 begründete Huainigg den österreichischen Literaturpreis „Ohrenschmaus“ für Menschen mit Lernschwierigkeiten, der seither jährlich vergeben wird.
2007 initiierte Huainigg weiters als Reaktion auf die im österreichischen Fernsehen umfassend dargestellte Aktion „Licht ins Dunkel“ die Aktion „Nicht ins Dunkel“, die das von den Medien verbreitete falsche Bild von Behinderten als Mitleidsobjekte kritisierte und stattdessen bessere gesellschaftliche Integration einforderte.
2013 initiierte Huainigg die Website rechtleicht.at – Politik verständlich machen, auf der politische Begriffe und Vorgänge in einfacher Sprache erklärt werden.
2017 schied Huainigg nach 15 Jahren aus dem Nationalrat aus. Er verabschiedete sich mit einer viel geachteten Rede und einem Abschiedsgedicht über „Gott und die Welt“.
Gott und die Welt

Als Kind waren meine Beine plötzlich gelähmt. Ich weinte und verstand Gott und die Welt nicht mehr.

Da sprach Gott: Ich nehme Dir die Kraft der Beine und schenke Dir die Langsamkeit.

So entdeckte ich eine neue Welt, langsam auf dem Boden kriechend.

Als Jugendlicher konnte ich plötzlich nicht mehr mit Krücken gehen.

Ich weinte und verstand Gott und die Welt nicht mehr.

Da sprach Gott: Ich nehme Dir die Kraft in den Armen und schenke Dir dafür Witz und Ironie.

So entdeckte ich im Rollstuhl eine neue Welt und brachte auf der Kabarettbühne die Leute zum Lachen.

Jahre später konnte ich weder Arme noch Beine bewegen. Ich weinte und verstand Gott und die Welt nicht mehr.

Da sprach Gott: Desto weniger Du Dich bewegst, desto mehr bewegst Du.

So begann ich die Welt ein wenig zu verändern und wurde Politiker.

Heute kann ich nicht mehr ohne Maschine atmen. Ich weinte und verstand Gott und die Welt nicht mehr.

Da sprach Gott: Ich nehme Dir die Lungenkraft und schenke Dir einen langen Atem. Um für die Würde des Lebens zu kämpfen.
Seit 2019 ist Huainigg im österreichischen Rundfunk (ORF) in der Abteilung Humanitarian Broadcasting als Beauftragter für Barrierefreiheit tätig.

## Privates
Er ist verheiratet und hat eine Tochter und einen Pflegesohn. Huainigg lernte seine spätere Frau bei einer Behinderten-Aktion in der Studentenvertretung ÖH kennen.

## Auszeichnungen
- 2009: Silbernes Ehrenzeichen für Verdienste um die Republik Österreich[6]

## Werke
- Maskerade dieser Welt. Gedichte. Wien: Europäischer Verlag, 1984
- Lebe mich. Kärnten für Behinderte und ältere Menschen. 1989
- Die Aufhebung der Zeit im Subjekt. Zur Denkstruktur in Bernhards Roman die „Auslöschung“. Diplomarbeit. Universität Klagenfurt, 1991
- Wenn ich nicht wäre, wie ich bin. 1991, ISBN 3-85366-688-4
- Was hat'n der? Kinder über Behinderte. 1993
- Speedy Conny oder: Als Conny, Zoppelhoppel und Speedy fliegen lernten. Kindertheaterstück, 1993
- Behinderte Menschen und Medien. Dissertation, 1993
- Heiler und Prophet: das Leben des Hans-Peter Paulussen und seine Vorhersagen mit Nostradamus, 1992, ISBN 3-923781-68-7
- Meine Füße sind der Rollstuhl. 1993, ISBN 3-219-11097-5
- Fred hat Zeit. 1996, ISBN 3-85264-513-1
- Schicksal täglich. Zur Darstellung behinderter Menschen im ORF. 1996, ISBN 3-7065-1140-1
- Muß es denn gleich Liebe sein? Eine Rollstuhlhochzeit. 2001, ISBN 3-85052-115-X – Seine Frau Judith rollte auf Rollschuhen mit dem Mann im Rollstuhl durch die Stadt.
- Max malt Gedanken. 1999, ISBN 3-7072-6603-6
- O du mein behinderndes Österreich! Zur Situation behinderter Menschen. 1999, ISBN 3-85435-312-X
- Ritter haben leicht lachen. Lebensbetrachtungen aus dem Rollstuhl. 2003, ISBN 3-85052-114-1
- Barrieren in Gesetzen und Köpfen – Wie solidarisch geht die Gesellschaft mit behinderten Menschen um?, 2004
- Wir sprechen mit den Händen, 2005, ISBN 3-219-11218-8
- Wir verstehen uns blind. 2005, ISBN 3-219-11198-X
- Wer macht die Gesetze? Parlament und Politik in Österreich. 2005, ISBN 3-8000-1603-6
- Gemeinsam sind wir klasse., 2007, ISBN 3-219-11291-9
- mit Susanne Wechdorn (Illustration): Von meiner Zeit und deiner Zeit, Kinderbuch, Annette Betz Verlag, Wien 2009, ISBN 978-3-219-11383-9.
- mit Verena Ballhaus (Illustration): Atemlos. Florian hat Asthma. Betz Verlag, Wien 2010, ISBN 978-3-219-11439-3.
- (Hrsg.) mit Aktion Leben: Aus dem Bauch heraus. Pränataldiagnostik und behindertes Leben. Wiener Dom-Verlag, Wien 2010, ISBN 978-3-85351-217-3.
- mit Annegret Ritter (Bilder): Wir lachen uns gesund. Kinderbuch, Wiener Dom-Verlag, Wien 2010, ISBN 978-3-85351-221-0.
- Barrierefreies Wien. Lebens- und Mobilitätsratgeber für behinderte Menschen. Reihe Kleine Schlaue, Falter Verlag, Wien 2011, ISBN 978-3-85439-450-1.
- (Hrsg.): Kann nicht schlafen. Literaturpreis Ohrenschmaus: die besten Texte. Verl. Bibliothek der Provinz, Weitra 2011, ISBN 978-3-902416-94-0.
- mit Inge Fasan (Text) und Michaela Weiss (Illustration): Wahid will bleiben. Verl. Bibliothek der Provinz, Weitra 2014, ISBN 978-3-99028-372-1.
- (Hrsg.): Zu zweit ist weniger allein. Literaturpreis Ohrenschmaus: die besten Texte. Verlag Bibliothek der Provinz, Weitra 2016, ISBN 978-3-99028-560-2.